# Parafia św. Jerzego w Ziębicach
Parafia pw. św. Jerzego w Ziębicach znajduje się w dekanacie ziębickim w archidiecezji wrocławskiej.  Jej proboszczem jest ks. kanonik Adam Sobótka. Obsługiwana przez księży diecezjalnych. Erygowana w XIII wieku.

## Proboszczowie
- ks. Bogusław Konopka (1994–2024)[1]
- ks. Adam Sobótka (2024– nadal)[2]